# 岡本藤次郎
岡本 藤次郎（おかもと とうじろう、1889年7月18日 - 1983年12月19日）は、日本の経営者。豊田通商社長、会長を務めた。愛知県出身。

## 来歴・人物
旧尾張藩士の家に生まれ、市立名古屋商業学校を卒業。その後、アメリカニューヨーク州のイーストマンカレッジを卒業。東洋綿花（トーメン）に入社。1926年5月に豊田紡織取締役に就任し、常務を経て、1948年7月に日新通商(現 豊田通商)社長に就任し、会長を務めた。中部日本放送取締役、トヨタ自動車監査役、豊田自動織機監査役などを歴任。
1936年、自動車の月賦販売を目的として設立されたトヨタ金融（1942年9月、豊田産業に改称）の監査役に就任。同社が徐々にグループの持株会社としての性格を強めていた1941年当時、岡本は常務取締役として、社長の豊田利三郎、副社長の豊田喜一郎に次ぐ地位にあった。この他にトヨタ金融（豊田産業）設立以前より、豊田紡織の支配人（常務取締役）として同社の経営全般にあたり、多数の関係会社の役員に就任しており、戦前の豊田業団においては、西川秋次（1941年当時、豊田紡織廠 専務取締役）と双璧をなす中心的な人物であった。
戦後、GHQによる財閥解体で、豐田産業が持株会社に指定された後、同社の商事部門を継承する日新通商(1956年、商号を豊田通商に改称)の設立のために尽力し社長に就任。
1959年、豊田通商は、支援していた二輪車メーカー（トヨモータース）の倒産を機に経営危機に陥る。資本金の7～8倍の負債を抱え、トヨタ自動車工業が資材の取引窓口を回し、危機をしのいだ。社長の岡本はこの経営危機の解決のため、トヨタ自動車工業との交渉に奔走し、同年に会長に昇任している。
1958年に藍綬褒章を受章し、1962年に紺綬褒章を受章し、1965年に勲三等瑞宝章を受章。
1983年12月19日、急性心不全のために死去。94歳没。